# Bode (Iowa)
Bode es una ciudad situada en el condado de Humboldt, en el estado de Iowa, Estados Unidos. Según el censo de 2010 tenía una población de 302 habitantes.

## Geografía
Según la Oficina del Censo de los Estados Unidos, la localidad tiene un área total de 1,06 km², la totalidad de los cuales 1,06 km² corresponden a tierra firme.

## Demografía
Según el censo de 2010, había 302 personas residiendo en la localidad. La densidad de población era de 284,91 hab./km². Había 165 viviendas con una densidad media de 155,66 viviendas/km². El 90,4% de los habitantes eran blancos, el 1,32% amerindios, el 7,28% de otras razas, y el 0,99% pertenecía a dos o más razas. El 7,62% de la población eran hispanos o latinos de cualquier raza.